# Dancing Queen
«Dancing Queen» — пісня гурту ABBA, випущена 1976 року. Вийшла в альбомі Arrival, а також як сингл.
Ця пісня підіймалася до першої сходинки у чартах США, Австралії, Швеції та ряду інших країн. 2004 року пісня потрапила до списку 500 найкращих пісень усіх часів за версією журналу Rolling Stone. На цю пісню створювали кавер-версії безліч артистів, найвідомішою стала версія гурту A*Teens.

## Список композицій
- 7" вініл

1. «Dancing Queen» – 3:52
2. «That's Me» – 3:15

- 1992 7" європейське перевидання

1. «Dancing Queen» – 3:52
2. «Lay All Your Love on Me» – 4:35

- 1992 12"/CD європейське перевидання

1. «Dancing Queen» – 3:52
2. «Lay All Your Love on Me» – 4:35
3. «The Day Before You Came» – 5:50
4. «Eagle» – 5:49

- 1992 12" перевидання США

1. «Dancing Queen» – 3:52
2. «Take a Chance on Me» – 4:04[2]

## Чарт
| Чарт (1976—1977)                                           | Найвища позиція |
| ---------------------------------------------------------- | --------------- |
| Австралія (Kent Music Report)                              | 1               |
| Австрія (Ö3 Austria Top 40)                                | 4               |
| Бельгія (Ultratop)                                         | 1               |
| Канада Top Singles (RPM)                                   | 1               |
| Канада Adult Contemporary (RPM)                            | 3               |
| Чехословаччина (Czechoslovakia Radio)                      | 1               |
| Данія (Danmarks Radio)                                     | 1               |
| Фінляндія (Suomen virallinen lista)                        | 9               |
| Франція (SNEP)                                             | 5               |
| Ірландія (IRMA)                                            | 1               |
| Ізраїль (IBA)                                              | 2               |
| Італія (Musica e dischi)                                   | 11              |
| Нідерланди (Dutch Top 40)                                  | 1               |
| Нідерланди (Mega Single Top 100)                           | 1               |
| Нова Зеландія (RIANZ)                                      | 1               |
| Норвегія (VG-lista)                                        | 1               |
| Португалія (Portuguese Singles Chart)                      | 3               |
| Південна Африка (Springbok Radio)                          | 1               |
| СРСР (Soviet Singles Chart)                                | 1               |
| Швеція (Sverigetopplistan)                                 | 1               |
| Швейцарія (Schweizer Hitparade)                            | 3               |
| Сполучене Королівство UK Singles (OCC)                     | 1               |
| США Billboard Hot 100                                      | 1               |
| США Adult Contemporary (Billboard)                         | 6               |
| США Cashbox Top 100 Singles                                | 1               |
| Федеративна Республіка Німеччина (Чарти GfK Entertainment) | 1               |

| Чарт (1992)                            | Найвища позиція |
| -------------------------------------- | --------------- |
| Австралія (ARIA)                       | 28              |
| Бельгія (Ultratop)                     | 16              |
| Німеччина (Official German Charts)     | 22              |
| Нідерланди (Single Top 100)            | 24              |
| Нова Зеландія (RIANZ)                  | 14              |
| Новегія (VG-lista)                     | 5               |
| Швеція (Sverigetopplistan)             | 15              |
| Швейцарія (Schweizer Hitparade)        | 6               |
| Сполучене Королівство UK Singles (OCC) | 16              |

| Чарт (2008)                            | Найвища позиція |
| -------------------------------------- | --------------- |
| Австралія (ARIA)                       | 58              |
| Сполучене Королівство UK Singles (OCC) | 82              |

| Чарт (2014)            | Найвища позиція |
| ---------------------- | --------------- |
| Японія (Japan Hot 100) | 79              |

| Чарт (2021)                           | Найвища позиція |
| ------------------------------------- | --------------- |
| Канада Digital Song Sales (Billboard) | 19              |
| Billboard Global 200                  | 158             |
| Японія Hot Overseas (Billboard Japan) | 19              |
| Швеція (Sverigetopplistan)            | 30              |

| Чарт (1976)                             | Позиція |
| --------------------------------------- | ------- |
| Австралія (Kent Music Report)           | 3       |
| Нова Зеландія (RIANZ)                   | 4       |
| Південна Африка (Springbok Radio)       | 10      |
| Швейцарія (Schweizer Hitparade)         | 11      |
| Сполучене Королівство UK Singles (BMRB) | 4       |

| Чарт (1977)                        | Позиція |
| ---------------------------------- | ------- |
| Канада (RPM) Top Singles           | 5       |
| США Billboard Hot 100              | 12      |
| США Adult Contemporary (Billboard) | 28      |
| США Cashbox Top 100                | 3       |

## Сертифікації
| Регіон | Сертифікація  | Продажі    |
| --- | ------------- | ---------- |
| Австралія | —             | 300,000    |
| Данія (IFPI Denmark) | Платиновий    | 90 000     |
| Німеччина (BVMI) | Золотий       | 250 000    |
| Ірландія (IRMA) | Золотий       | 50,000     |
| Італія (FIMI) sales since 2009 | Платиновий    | 100 000    |
| Японія physical sales | —             | 350,000    |
| Японія (RIAJ) PC download | Золотий       | 100 000*   |
| Японія (RIAJ) Full-length ringtone | Золотий       | 100 000*   |
| Kenya | —             | 10,000     |
| Нідерланди | —             | 150,000    |
| Португалія | —             | 20,000     |
| Велика Британія (BPI) | 2× Платиновий | 1,550,000  |
| США (RIAA) | Золотий       | 1 000 000^ |
| США digital | —             | 597,000    |
| Yugoslavia | Срібний       | 80,000     |
| Підсумки |               |            |
| Європа | —             | 3,000,000  |
| Worldwide | —             | 4,000,000  |
| *продажі, що базуються лише на сертифікаціях · ^відвантаження, що базуються лише на сертифікаціях · продажі+прослуховування, що базуються лише на сертифікаціях |               |            |